# 巴莎克·埃莱丁

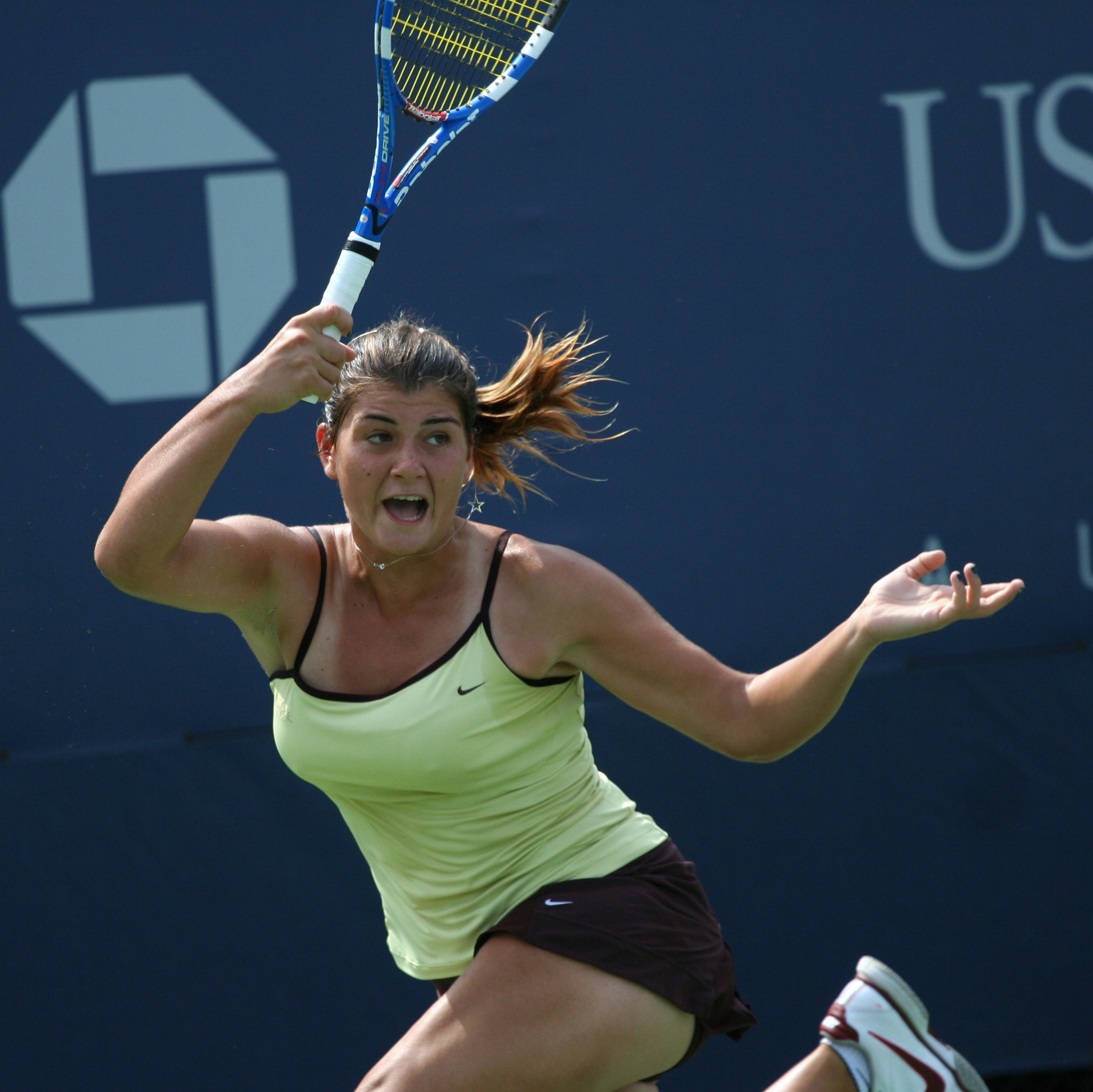
巴莎克埃莱丁于2011年

巴莎克·埃莱丁（土耳其語：Başak Eraydın，1994年6月21日—），土耳其女子网球运动员。她曾在西班牙塔拉戈纳举行的2018年地中海运动会中获得女子单打冠军和女子双打冠军。